# Bal du moulin de la Galette (Renoir)
Pour les articles homonymes, voir Bal du moulin de la Galette.
Ne doit pas être confondu avec Bal du moulin de la Galette (Casas).
Le Bal du moulin de la Galette est une huile sur toile du peintre impressionniste français Auguste Renoir, réalisée en 1876. Le tableau actuellement conservé au musée d'Orsay, à Paris a été acquis en 1894 par legs du peintre et collectionneur Gustave Caillebotte. Il mesure 131 × 175 cm. La scène, éclairée par une lumière qui passe à travers les feuilles, se déroule au moulin de la Galette, sur la butte Montmartre, à Paris.

## Description
La scène se déroule pendant la période de la Belle Époque, en plein air, contrainte que s'imposaient les impressionnistes, un dimanche après-midi, un jour de beau temps au moulin de la Galette à Montmartre. Les personnes présentes dans la scène sont des amis du peintre : modèles, peintres, habitués du lieu, parmi lesquels on reconnaît l’écrivain Georges Rivière, les peintres Norbert Gœneutte et Franc-Lamy qui sont installés à la table du premier plan et une dénommée Estelle qui est assise sur le banc ainsi que Frédéric Samuel Cordey. Renoir représente ainsi sur sa toile une foule joyeuse de personnes de tous les milieux sociaux, qui partagent du bon temps, dansent à gauche, bavardent à droite, fument et boivent.
On peut définir trois plans : au premier plan, on a la discussion des personnes assises, au deuxième plan les danseurs et au troisième plan des bâtiments où l’on aperçoit l’orchestre.
Au lieu d’utiliser, comme le font la plupart des peintres, la netteté au premier plan puis progressivement un flou, le flou est présent partout et la seule distinction de profondeur se fait par la taille des personnes représentées. Renoir décide de représenter cette scène dans une ambiance bleutée parsemée de taches de lumière réparties inégalement comme si elles traversaient le feuillage des arbres pour parvenir à la foule. C’est grâce à la lumière que Renoir fait ressortir ses personnages, par exemple le couple à gauche de la scène semble être entouré de lumière au sol et la robe rose clair de la femme renforce cet effet et les met en avant. Renoir utilise des couleurs pastel plus ou moins vives à certains endroits.

## Histoire
« Pendant toute la durée de l'exécution du Moulin de la Galette, Renoir s'installa dans une vieille bicoque de la rue Cortot. »
Elle a été présentée à la troisième exposition impressionniste en avril 1877. À cette occasion, le critique d'art Georges Rivière écrivit au sujet de cette toile : « C'est une page d'histoire, un monument précieux de la vie parisienne, d'une exactitude rigoureuse,. »
La peinture est achetée en 1879 par Gustave Caillebotte, lui-même peintre et ami de Renoir, qui la lègue en 1894 à l'État français. Le tableau est maintenant conservé au musée d’Orsay, au niveau supérieur, salle 30.
Le tableau fait partie des « 105 œuvres décisives de la peinture occidentale » constituant le musée imaginaire de Michel Butor.

## Autres versions
Renoir a peint une autre version du tableau, plus petite (78 × 114 cm), propriété de la collection privée Whitney et vendu en 1990 à un riche industriel japonais pour 78 millions de dollars, également possesseur du tableau de Vincent van Gogh, Portrait du docteur Gachet avec branche de digitale.